# West Silvertown (Docklands Light Railway)
West Silvertown è una stazione della Docklands Light Railway (DLR) a Silvertown aperta nel dicembre 2005. Si trova sulla diramazione Woolwich Arsenal. I treni vanno: verso ovest a Bank e Monument, nella Città di Londra, e verso est a Woolwich Arsenal, passando per la stazione di London City Airport.
La stazione si trova nel borgo londinese di Newham ed è collocata nella Travelcard Zone 3.

## Storia
Prima del dicembre 2005, i treni della Docklands Light Railway arrivavano a Canning Town e potevano solo continuare verso Royal Victoria. Nel 2005, tuttavia, venne aperta la nuova diramazione per la stazione di Stazione King George V.